# Ricardo Pedro Paglia
Ricardo Pedro Paglia MSC (* 31. März 1937 in Ponte Serrada, Santa Catarina) ist ein brasilianischer Ordensgeistlicher und emeritierter römisch-katholischer Bischof von Pinheiro.

## Leben
Ricardo Pedro Paglia trat der Ordensgemeinschaft der Herz-Jesu-Missionare bei und empfing am 29. Juni 1963 die Priesterweihe.
Papst Johannes Paul II. ernannte ihn am 3. Juli 1979 zum Prälaten von Pinheiro. Der Erzbischof von São Paulo, Paulo Evaristo Kardinal Arns OFM, spendete ihm am 7. September desselben Jahres die Bischofsweihe; Mitkonsekratoren waren Afonso Maria Ungarelli MSC, emeritierter Prälat von Pinheiro, und Pedro Paulo Koop MSC, Bischof von Lins.
Mit der Erhebung der Territorialprälatur zum Bistum am 16. Oktober 1979 wurde er zum ersten Bischof von Pinheiro ernannt. Am 17. Oktober 2012 nahm Papst Benedikt XVI. seinen altersbedingten Rücktritt an.